# 58.ª edición de los Premios Óscar
La 58.ª edición de los Óscar premió a las mejores películas de 1985. Organizada por la Academia de Artes y Ciencias Cinematográficas, tuvo lugar en el Dorothy Chandler Pavilion de Los Ángeles el 24 de marzo de 1986. La gala fue presentada por Alan Alda, Jane Fonda y Robin Williams. Fonda presentó la gala por segunda vez, cuando también había sido copresetadoraen la 49.ª edición de 1977. Por su parte, para Alda y Williams era su primera vez. Ocho días antes, en una ceremonia celebrada en The Beverly Hilton en Beverly Hills, el 16 de marzo, la Academy Awards for Technical Achievement fue presetnada por Macdonald Carey.
Memorias de África ganó siete estatuíllas, incluidas las de Mejor película. Por contra, la gran perdedora fue El color púrpura que no consiguió ni una de las once estauíllas a las que aspiraba. Entre los otros ganadores figuran Cocoon y Único testigo con dos premios.

## Candidaturas

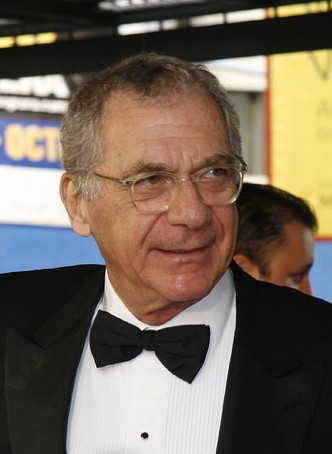
Sydney Pollack fue el ganador del Óscar al mejor director por Out of Africa.

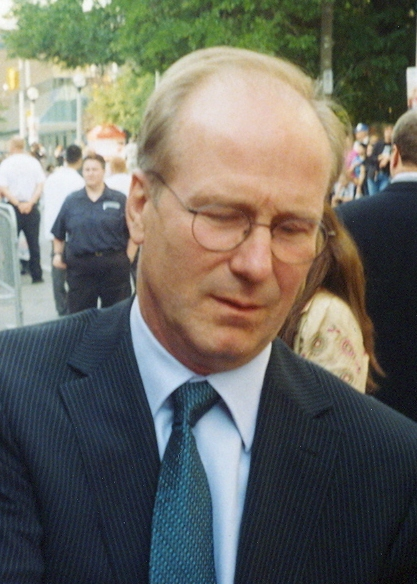
William Hurt fue el ganador del Óscar al mejor actor por El beso de la mujer araña.

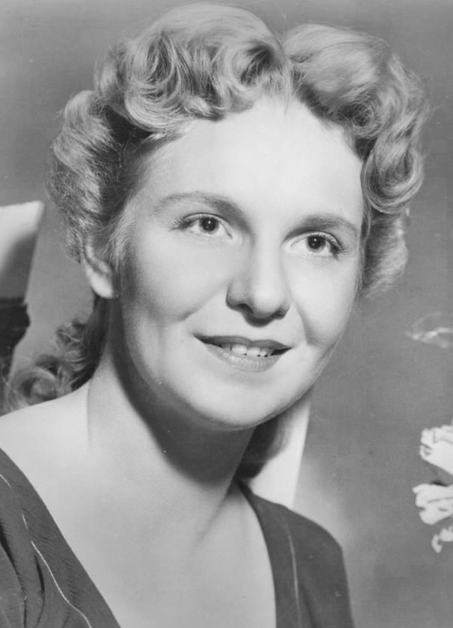
Geraldine Page fue la ganadora del Óscar a mejor actriz por The Trip to Bountiful.

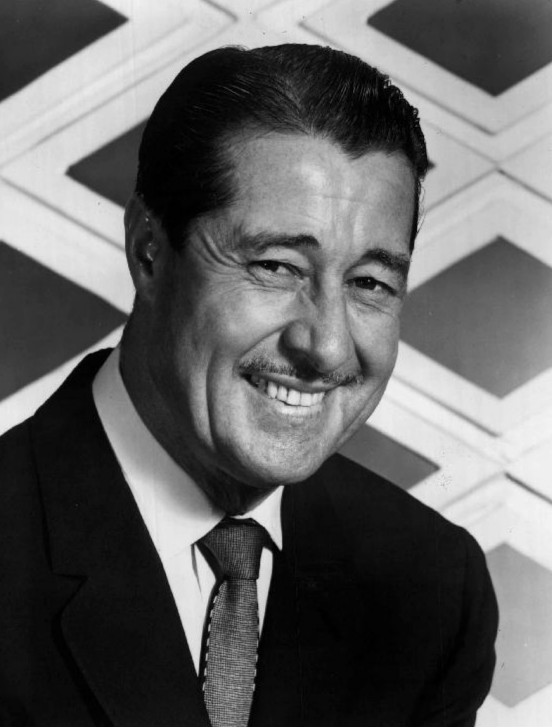
Don Ameche fue el ganador del Óscar a mejor actor de reparto por Cocoon.

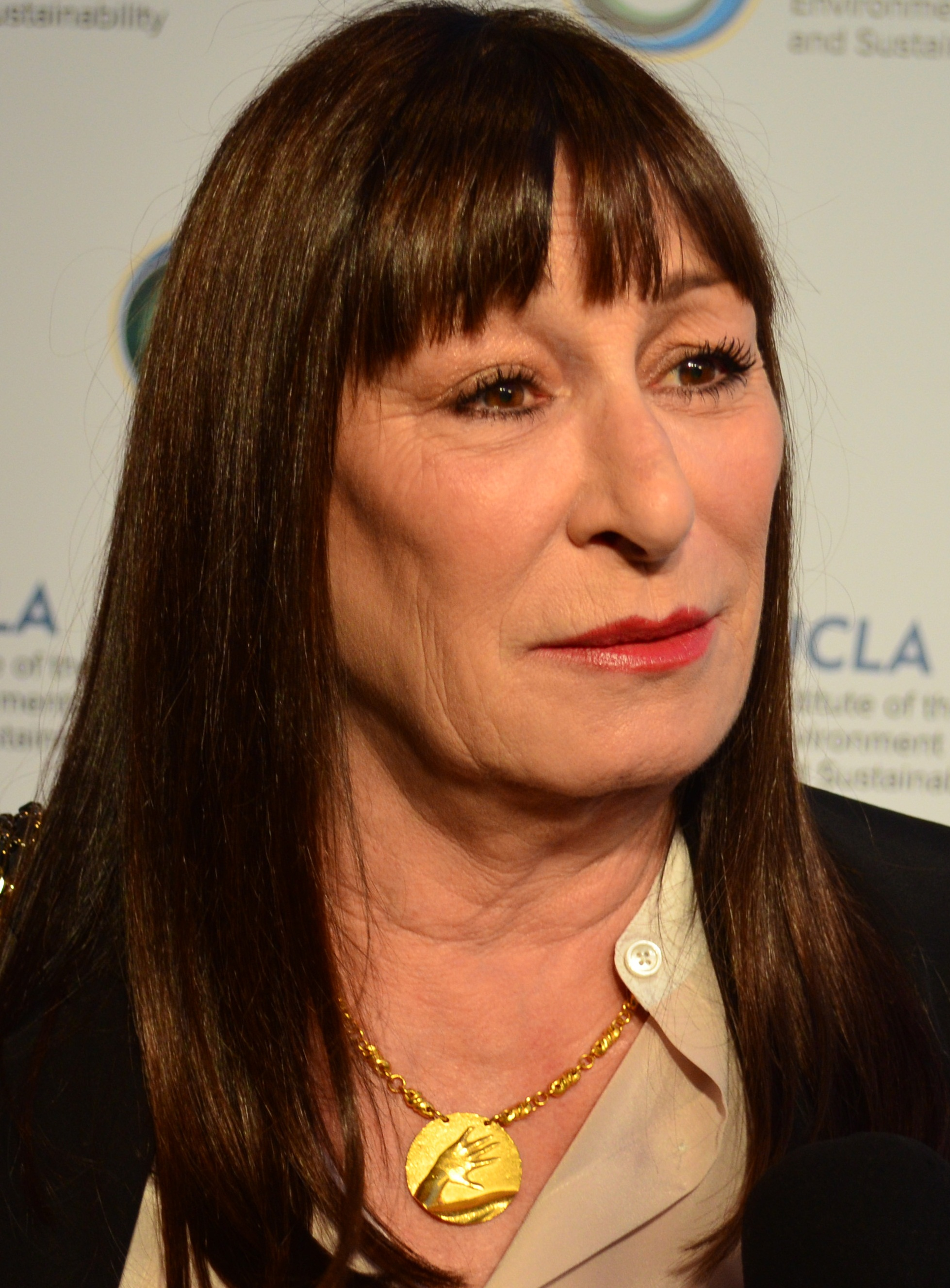
Anjelica Huston fue la ganadora del Óscar a la mejor actriz de reparto por El honor de los Prizzi.

Indica el ganador dentro de cada categoría. se indican los presentadores.
| Mejor película Presentado por: John Huston, Akira Kurosawa y Billy Wilder | Mejor director Presentado por: Barbra Streisand |
| --- | --- |
| Out of Africa (Memorias de África) — Sydney Pollack. | Sydney Pollack — Out of Africa (Memorias de África). |
| - Kiss of the Spider Woman (El beso de la mujer araña) — David Weisman - The Color Purple (El color púrpura) — Steven Spielberg, Kathleen Kennedy, Frank Marshall y Quincy Jones. - Prizzi's Honor (El honor de los Prizzi) — John Foreman - Witness (Único testigo) — Edward S. Feldman | - Héctor Babenco — Kiss of the Spider Woman (El beso de la mujer araña) - John Huston — Prizzi's Honor (El honor de los Prizzi) - Akira Kurosawa — Ran - Peter Weir — Witness (Único testigo) |
| Mejor actor Presentado por: Sally Field | Mejor actriz Presentado por: F. Murray Abraham |
| William Hurt — Kiss of the Spider Woman (El beso de la mujer araña) como Luis Molina | Geraldine Page — The Trip to Bountiful (Regreso a Bountiful) como Carrie Watts |
| - Harrison Ford — Witness (Único testigo) como Detective Captain John Book - James Garner — Murphy's Romance (El romance de Murphy) como Murphy Jones - Jack Nicholson — Prizzi's Honor (El honor de los Prizzi) como Charley Partanna - Jon Voight — Runaway Train (El tren del infierno) como Oscar "Manny" Manheim                                                                                       | - Anne Bancroft — Agnes of God (Agnes de Dios) como Miriam Ruth - Whoopi Goldberg — The Color Purple (El color púrpura) como Celie Harris Johnson - Jessica Lange — Sweet Dreams (Dulces sueños) como Patsy Cline - Meryl Streep — Out of Africa (Memorias de África) como Karen Blixen |
| Mejor actor de reparto Presentado por: Cher | Mejor actriz de reparto Presentado por: Richard Dreyfuss y Marsha Mason |
| Don Ameche — Cocoon como Arthur Selwyn | Anjelica Huston — Prizzi's Honor (El honor de los Prizzi) como Maerose Prizzi |
| - Klaus Maria Brandauer — Out of Africa (Memorias de África); como Baron Bror von Blixen-Finecke - William Hickey — Prizzi's Honor (El honor de los Prizzi) como Don Corrado Prizzi - Robert Loggia — Jagged Edge (Al filo de la sospecha) como Sam Ransom - Eric Roberts — Runaway Train (El tren del infierno) como Buck                                                                                  | - Margaret Avery — The Color Purple (El color púrpura) como Shug Avery. - Amy Madigan — Twice in a Lifetime (La vida puede continuar) como Sunny Sobel - Meg Tilly — Agnes of God (Agnes de Dios) como Sister Agnes - Oprah Winfrey — The Color Purple (El color púrpura) como Sofia Johnson |
| Mejor guion original Presentado por: Larry Gelbart | Mejor guion adaptado Presentado por: Larry Gelbart |
| Witness (Único testigo) — William Kelley, Pamela Wallace y Earl W. Wallace | Out of Africa (Memorias de África) — Kurt Luedtke basado en las memorias de Isak Dinesen y los libros Silence Will Speak de Errol Trzebinski e Isak Dinesen: The Life of a Story Teller de Judith Thurman |
| - Back to the Future (Regreso al futuro) — Robert Zemeckis y Bob Gale - Brazil — Terry Gilliam, Tom Stoppard y Charles McKeown - La historia oficial — Luis Puenzo y Aída Bortnik - The Purple Rose of Cairo (La rosa púrpura del Cairo) — Woody Allen | - Kiss of the Spider Woman (El beso de la mujer araña) — Leonard Schrader basado en la novela de Manuel Puig - The Color Purple (El color púrpura) — Menno Meyjes basado en la novela de Alice Walker - Prizzi's Honor (El honor de los Prizzi) — Richard Condon y Janet Roach basado en la novela de Richard Condon - The Trip to Bountiful (Regreso a Bountiful) — Horton Foote basado en la obra de Horton Foote                                                           |
| Mejor película extranjera (de habla no inglesa) Presentado por: Jack Valenti y Norma Aleandro | |
| La historia oficial (Argentina) — Luis Puenzo | |
| - Bittere Ernte (Amarga cosecha) (República Federal de Alemania) — Agnieszka Holland - Redl ezredes (Coronel Redl) (Hungría) — István Szabó - Otac na sluzbenom putu (Papá está en viaje de negocios) (Yugoslavia) — Emir Kusturica - Trois hommes et un couffin (Tres solteros y un biberón) (Francia) — Coline Serreau                                                                                    | |
| Mejor documental largo Presentado por: Louis Gossett Jr. | Mejor documental corto Presentado por: Ally Sheedy y Steve Guttenberg |
| Broken Rainbow — Maria Florio y Victoria Mudd | Witness to War: Dr. Charlie Clements — David Goodman |
| - Las Madres: The Mothers of Plaza de Mayo — Susana Muñoz y Lourdes Portillo - Soldiers in Hiding — Japhet Asher - The Statue of Liberty — Ken Burns y Buddy Squires - Unfinished Business — Steven Okazaki | - Keats and His Nightingale: A Blind Date — Michael Crowley y James Wolpaw - Making Overtures: The Story of a Community Orchestra — Barbara Willis Sweete - The Courage to Care — Robert H. Gardner - The Wizard of the Strings — Alan Edelstein |
| Mejor cortometraje Presentado por: Jim MacGeorge y Chuck McCann (como El Gordo y el Flaco) | Mejor cortometraje animado Presentado por: Jim Henson, Kermit the Frog y Scooter |
| Molly's Pilgrim — Jeffrey D. Brown y Chris Pelzer | Anna & Bella — Cilia Van Dijk |
| - Graffiti — Dianna Costello - Rainbow War — Bob Rogers | - Second Class Mail — Alison Snowden - The Big Snit — Richard Condie y Michael J. F. Scott |
| Mejor banda sonora Presentado por: Gene Kelly, Donald O'Connor y Debbie Reynolds | Mejor canción original Presentado por: Gene Kelly, Donald O'Connor y Debbie Reynolds |
| Out of Africa (Memorias de África) — John Barry | «Say You, Say Me» — White Nights (Noches de sol); Música y Letra por Lionel Richie |
| - Agnes of God (Agnes de Dios) — Georges Delerue - The Color Purple (El color púrpura) — Quincy Jones, Jeremy Lubbock, Rod Temperton, Caiphus Semenya, Andraé Crouch, Chris Boardman, Jorge Calandrelli, Joel Rosenbaum, Fred Steiner, Jack Hayes, Jerry Hey y Randy Kerber. - Silverado — Bruce Broughton - Witness (Único testigo) — Maurice Jarre                                                        | - «Miss Celie's Blues (Sister)» — The Color Purple (El color púrpura); Música por Quincy Jones y Rod Temperton; Letra por Quincy Jones, Rod Temperton y Lionel Richie - «Separate Lives» — White Nights (Noches de sol); Música y Letra por Stephen Bishop - «Surprise Surprise» — A Chorus Line; Música por Marvin Hamlisch; Letra por Ed Kleban - «The Power of Love» — Back to the Future (Regreso al futuro); Música por Chris Hayes y Johnny Colla; Letra por Huey Lewis |
| Mejor sonido Presentado por: Irene Cara | Mejor edición de sonido Presentado por: Michael Winslow |
| Out of Africa (Memorias de África) — Chris Jenkins, Gary Alexander, Larry Stensvold y Peter Handford | Back to the Future (Regreso al futuro) — Charles L. Campbell y Robert Rutledge |
| - A Chorus Line — Donald O. Mitchell, Michael Minkler, Gerry Humphreys y Chris Newman - Back to the Future (Regreso al futuro) — Bill Varney, B. Tennyson Sebastian II, Robert Thirlwell y William B. Kaplan - Ladyhawke (Lady Halcón) — Les Fresholtz, Dick Alexander, Vern Poore y Bud Alper - Silverado — Donald O. Mitchell, Rick Kline, Kevin O'Connell y David Ronne                                  | - Ladyhawke (Lady Halcón) — Bob Henderson y Alan Murray - Rambo: First Blood Part II — Frederick J. Brown |
| Mejor dirección artística Presentado por: Michael J. Fox y Rebecca De Mornay | Mejor fotografía Presentado por: Jon Cryer |
| Out of Africa (Memorias de África) — Dirección artística: Stephen B. Grimes; Diseño de decorados: Josie MacAvin | Out of Africa (Memorias de África) — David Watkin |
| - Brazil – Dirección artística: Norman Garwood; Diseño de decorados: Maggie Gray - The Color Purple (El color púrpura) — Dirección artística: J. Michael Riva y Robert W. Welch; Diseño de decorados: Linda DeScenna - Ran — Dirección artística y Diseño de decorados: Yoshirō Muraki y Shinobu Muraki - Witness (Único testigo) — Dirección artística: Stan Jolley; Diseño de decorados: John H. Anderson | - The Color Purple (El color púrpura) — Allen Daviau - Murphy's Romance (El romance de Murphy) — William A. Fraker - Ran — Takao Saito, Masaharu Ueda y Asakazu Nakai - Witness (Único testigo) — John Seale |
| Mejor maquillaje Presentado por: Teri Garr | Mejor diseño de vestuario Presentado por: Audrey Hepburn |
| Mask (Máscara) — Michael Westmore y Zoltan Elek | Ran — Emi Wada |
| - The Color Purple (El color púrpura) — Ken Chase - Remo Williams: The Adventure Begins (Remo, desarmado y peligroso) — Carl Fullerton | - The Color Purple (El color púrpura) — Aggie Guerard Rodgers - Prizzi's Honor (El honor de los Prizzi) — Donfeld - Out of Africa (Memorias de África) — Milena Canonero - The Journey of Natty Gann (Natty Gann) — Albert Wolsky |
| Mejor montaje Presentado por: Whoopi Goldberg | Mejores efectos visuales Presentado por: Molly Ringwald |
| Witness (Único testigo) — Thom Noble | Cocoon — Ken Ralston, Ralph McQuarrie, Scott Farrar y David Berry |
| - A Chorus Line — John Bloom - Prizzi's Honor (El honor de los Prizzi) — Rudi Fehr y Kaja Fehr - Out of Africa (Memorias de África) — Fredric Steinkamp, William Steinkamp, Pembroke Herring y Sheldon Kahn - Runaway Train (El tren del infierno) — Henry Richardson | - Return to Oz — Will Vinton, Ian Wingrove, Zoran Perisic y Michael Lloyd - Young Sherlock Holmes — Dennis Muren, Kit West, John Ellis y David W. Allen |

### Óscar Honorífico
- Paul Newman, presentado por Sally Field
- Alex North, presentado por Quincy Jones

### Premio Humanitario Jean Hersholt
- Charles "Buddy" Rogers[7]

## Premios y nominaciones múltiples
| Película                                             | Nominaciones | Premios |
| ---------------------------------------------------- | ------------ | ------- |
| Out of Africa (Memorias de África)                   | 11           | 7       |
| Witness (Único testigo)                              | 8            | 2       |
| Cocoon                                               | 2            | 2       |
| Prizzi's Honor (El honor de los Prizzi)              | 8            | 1       |
| Kiss of the Spider Woman (El beso de la mujer araña) | 4            | 1       |
| Ran                                                  | 4            | 1       |
| Back to the Future (Regreso al futuro)               | 4            | 1       |
| La historia oficial                                  | 2            | 1       |
| White Nights (Noches de sol)                         | 2            | 1       |
| The Trip to Bountiful (Regreso a Bountiful)          | 2            | 1       |
| Mask                                                 | 1            | 1       |
| The Color Purple (El color púrpura)                  | 11           | 0       |
| A Chorus Line                                        | 3            | 0       |
| Agnes of God (Agnes de Dios)                         | 3            | 0       |
| Runaway Train (El tren del infierno)                 | 3            | 0       |
| Brazil                                               | 2            | 0       |
| Ladyhawke (Lady Halcón)                              | 2            | 0       |
| Murphy's Romance (El romance de Murphy)              | 2            | 0       |
| Silverado                                            | 2            | 0       |